# Roger James Cooke
Roger James Cooke, född Roger Frederick Cook 19 augusti 1940 i Bristol, också känd som Roger Cook, är en engelsk låtskrivare och sångare. Han hade ett mycket framgångsrikt samarbete med låtskrivaren Roger Greenaway. Tillsammans fick de en stor hit som David & Jonathan med låten "Lovers of the World Unite".

1968 solodebuterade Cook under namnet Roger James Cook, men sedan ändrade han artistnamn till Roger Cook. 1970 fick han till en jättehit på Tio i topp med listettan "Today I Killed a Man I Didn't Know", ursprungligen lanserad av P.J. Proby - vilken för övrigt var den låt som toppade Tio i topp den 5 september 1970, som var det första programmet med Kaj Kindvall som programledare.

Han följde upp sin listetta med hiten "I Gotta Dream" senare samma år, men därefter försvann han från svenska hitlistor.

Han blev 1980 ordförande för brittiska motsvarigheten till STIM och 1995 blev han europachef för amerikanska ASCAP.

## Diskogarafi (urval)
Studioalbum som Roger James Cooke
- 1970 – Study

Studioalbum som Roger Cook
- 1972 – Meanwhile Back at the World
- 1973 – Minstrel in Flight
- 1976 – Alright
- 1980 – Mother Tongue

Singlar som Roger James Cooke
- 1968 – "No That It Matters Anymore" / "Paper Chase"
- 1968 – "Skyline Pigeon" / "I'm Burning"
- 1969 – "Stop" / "Someday"
- 1970 – "I Gotta Dream" / "Black Paper Roses"
- 1970 – "Jubilation" / "Anticipation Grows"
- 1970 – "Today I Killed A Man I Didn't Know" / "Stop"
- 1971 – "If You Would Stay" / "Mama Packed A Picnic Tea"

Singlar som Roger Cook
- 1971 – "People I've Gotta Dream" / "Today I Killed A Man I Didn't Know"
- 1973 – "She" / "Stay With Me"
- 1973 – "If It Wasn't For The Reason" / "Greta Oscawina"
- 1973 – "Rose On Fire" / "Fast Running Out Of World"
- 1976 – "Here Comes Our Love Song" / "Oh You Do"
- 1976 – "Swimming In A Sea Of Trouble" / "Long Ago And Long Away"
- 1977 – "What's Your Name, What's Your Number" / "Blue Day"
- 1977 – "Please Get My Name Right" / "Alright"
- 1981 – "Anwar Sadat" / "I Believe In You"